# آدورلد: سول‌استورم
آدورلد: سول‌استورم (انگلیسی: Oddworld: Soulstorm) یک بازی ویدئویی در سبک سکوبازی است که توسط آدورلد اینهبیتنتز توسعه و منتشر شده‌است. این دنباله بازی ۲۰۱۴ آدورلد: نیو 'ان' تیستی! و تصویری دوباره از آدورلد: اگزادوس ایب (۱۹۹۸) محسوب می‌شود. سول‌استورم در ۶ آوریل ۲۰۲۱، برای مایکروسافت ویندوز، پلی‌استیشن ۴ و پلی‌استیشن ۵ برنامه‌ریزی شده‌است.